# Benjamin Geithner
Benjamin Geithner (* 19. Dezember 1749 in Wittgensdorf bei Chemnitz; † 18. Januar 1829 in Weida) war ein deutscher evangelischer Geistlicher.

## Leben
Benjamin Geithner wurde als Sohn des Johann Adam Geithner, Leinwand- und Garnhändler geboren.
Er besuchte erst die Schule in Hohenstein und danach das Gymnasium in Gera. Anschließend studierte er Theologie an der Universität Wittenberg und hörte dort die Vorlesungen von Johann Matthias Schröckh, Johann Friedrich Hiller und Johann Daniel Ritter.
Im Juli 1770 erwarb er bei der Gellertschen Bücher-Auktion in Leipzig die von Friedrich Nicolai herausgegebene Allgemeine Deutsche Bibliothek. Diese übereignete er später der Kirchenbibliothek Weida (heute: Kuno-Walther-Bibliothek), ebenso wie das Werk Die Biblia. Das ist: Die gantze heilige Schrifft: Deudsch (Wittenberg: Hans Lufft 1564).
Am 17. Oktober 1771 wurde er Magister und erhielt das Recht Vorlesungen zu halten. Im gleichen Jahr wurde ihm auch das Amt des akademischen (wissenschaftlichen) Bibliothekars der Universität Wittenberg übertragen. Weil er nicht den Wunsch hatte, die akademischen Laufbahn einzuschlagen, sondern Prediger werden wollte, ging er nach fünf Jahren von der Universität Wittenberg nach Dresden. Dort erhielt er eine Anstellung als Hauslehrer und Erzieher im Hause des Grafen von Wallwitz und bereitete dessen Sohn auf das Studium vor. 1779 wurde er Hauslehrer im Hause des Oberrechnungsrates Johann Friedrich von Thielmann (1705–1782) in Dresden und übernahm den Unterricht und die Bildung von Johann Adolf von Thielmann, dieser besuchte ihn auch in späteren Jahren noch gelegentlich.
Mit Beginn der Tätigkeit als Hauslehrer trat er in das Dresdner Predigerseminar von Johann Friedrich Rehkopf (1733–1789). Er stand einige Jahre an der Spitze der jungen Prediger, die hier weitergebildet wurden.
Aufgrund einer Empfehlung von Johann Friedrich Rehkopf ging Benjamin Geithner nach Weida und wurde dort 1781 zum Archidiakon erwählt. 1787 erhielt er die Berufung zum Superintendenten und Oberpfarrer.
1821 erhielt er anlässlich seines fünfzigjährigen Magister-Jubiläums von der Akademie Jena das Diplom als Doktor der Theologie und der Fürst Karl August ernannte ihn zum großherzoglichen Konsistorialrat.

## Mitgliedschaft
Er war ein Förderer des Vereins der Prediger im Neustädtischen Kreis.

## Werke
- Karl Gottlob Köhler; Karl Ludwig Nitzsch; Benjamin Geithner: Nonnullorum Epist. I. Et II. Petri Locorum Interpretationem Exhibet : Simulque Viris Summe Reverendis M. Carolo Ludovico Nitzschio, Sacrorum Apud Cizensis Antistiti Et M. Beniamin Geithnero, Sacrorum Vidensium Antistiti Viris Doctrina Meritis Gravissimis Nova Munera. Gerae : Rothe, 1788.